# Paul W. Cronin

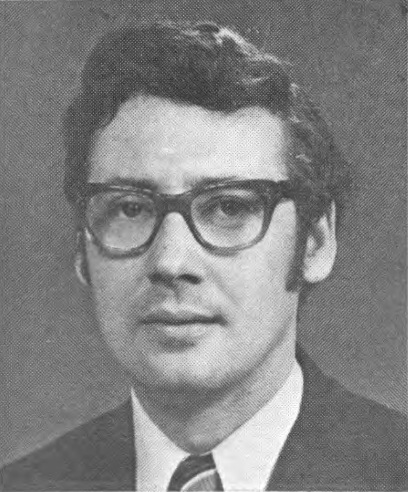
Paul W. Cronin, 1973

Paul William Cronin (* 14. März 1938 in Boston, Massachusetts; † 5. April 1997 in Andover, Massachusetts) war ein US-amerikanischer Politiker. Zwischen 1973 und 1975 vertrat er den Bundesstaat Massachusetts im US-Repräsentantenhaus.

## Werdegang
Paul Cronin studierte bis 1962 an der Boston University und danach bis 1969 an der Harvard University. Später schlug er als Mitglied der Republikanischen Partei eine politische Laufbahn ein. Zwischen 1967 und 1969 war er Abgeordneter im Repräsentantenhaus von Massachusetts. Dann war er Mitglied im Stab des Kongressabgeordneten F. Bradford Morse. In den Jahren 1968 und 1972 war er Delegierter zu den Republican National Conventions, auf denen jeweils Richard Nixon als Präsidentschaftskandidat nominiert wurde.
Bei den Kongresswahlen des Jahres 1972 wurde Cronin im fünften Wahlbezirk von Massachusetts in das US-Repräsentantenhaus in Washington, D.C. gewählt, wo er am 3. Januar 1973 die Nachfolge von Frank Morse antrat. Da er im Jahr 1974 nicht bestätigt wurde, konnte er bis zum 3. Januar 1975 nur eine Legislaturperiode im Kongress absolvieren. Damals war er Mitglied im Innenausschuss. In seine Zeit als Kongressabgeordneter fiel auch die Watergate-Affäre, die seiner Partei schwer schadete und die auch ein Grund für Cronins Abwahl war. Im Jahr 1992 strebte er erfolglos seine Rückkehr in den Kongress an.
Nach dem Ende seiner Zeit im US-Repräsentantenhaus arbeitete Paul Cronin in verschiedenen Positionen für die Hafenverwaltung MassPort. Er starb am 5. April 1997 in Andover.